# 矮項喉盤魚
矮項喉盤魚，又稱矮頸滑喉盤魚（學名：Derilissus nanus）為輻鰭魚綱喉盤魚目喉盤魚科的其中一種，分布於中西大西洋的巴哈馬群島海域，棲息深度30-50公尺，本魚體細長，前部僅略凹陷，頭窄，吻短，側面有棱角，口向前張開，眼大，前鼻孔呈細長管狀，無鼻瓣，後鼻孔略呈管狀，上唇前寬，兩側窄，兩頜齒各一排，兩頜前方有3顆尖狀門齒，背鰭軟條6-7枚、臀鰭軟條6-7枚、胸鰭18-21枚，腹鰭喉位，與周圍的皮褶特化成一吸盤，背面呈深棕色，側面為黑色，體長可達2.8公分，棲息在礁石區，屬底棲性魚類，生活習性不明。
其种加词“nanus”意为“矮小的”。